# Nowa Wola (województwo kujawsko-pomorskie)
Nowa Wola – wieś w Polsce położona w województwie kujawsko-pomorskim, w powiecie włocławskim, w gminie Choceń.
W latach 1975–1998 miejscowość położona była w województwie włocławskim. Według Narodowego Spisu Powszechnego (III 2011 r.) liczyła 188 mieszkańców. Jest czternastą co do wielkości miejscowością gminy Choceń.